# مصطفى جمال الدين
مصطفى جعفر عناية الله جمال الدين (1926 - 22 أكتوبر 1996) عالم شيعي وشاعر وكاتب عراقي. ولد في قرية المؤمنين بقضاء سوق الشيوخ درس في النجف. وهو فقيه شيعي وله مؤلفات عديدة في الأدب منها ديوان شعر ورواية تمثيلية باسم جميل بثينه تقع في تسعمئه بيت والذكرى الخالدة. توفي في دمشق.

## نسبه
مصطفى ابن السيد الميرزا جعفر بن السيد الميرزا عناية الله بن السيد الميرزا حسين بن السيد الميرزا علي بن السيد الميرزا أبو أحمد محمد بن عبد النبي الأخباري المعروف ب الميرزا جمال الدين . لُقبت أسرة السيد مصطفى بـ(آل جمال الدين) نسبة إلى جدهم الأعلى السيد (محمد) الذي كان يلقب بـ(جمال الدين) لانه كان من علماء عصره الكبار ولتبحره و تفقهه في علوم الدين، وتعتبر أسرة جمال الدين من الأسر العلمية الدينية المعروفة في العراق وخارجه والتي تخرّج منها، ولا يزال الكثير من العلماء والأدباء. ويتصل نسب هذه الأسرة الكريمة بابن عم النبي محمد الخليفة الراشد علي بن أبي طالب عن طريق السيد موسى المبرقع ابن محمد الجواد. ولقد ولد السيد مصطفى في قرية المؤمنين، وهي إحدى قرى مدينة سوق الشيوخ، التابعة لمحافظة ذي قار في جنوب العراق.

## طلبه للعلم
درس في كتاتيب قرية المؤمنين، ثم انتقل إلى ناحية كرمة بني سعيد لمواصلة الدراسة الابتدائية، فأكمل منها مرحلة الصف الرابع الابتدائي ثم هاجر إلى النجف لدراسة العلوم الدينية، فأكمل مرحلتي المقدمات والسطوح ثم انتقل بعد ذلك إلى مرحلة البحث الخارج، وأخذ يحضر حلقات آية الله العظمى السيد أبو القاسم الخوئي فعرف بين زملائه بالنبوغ المبكر والذكاء الحاد، حيث كتب تقريرات أستاذه في الفقه والأصول.عُيِّن معيداً في كلية الفقه في النجف لحيازته على المركز الأعلى بين طلبتها الناجحين، وذلك في سنة 1962م ثم سجَّل في مرحلة الماجستير بجامعة بغداد سنة 1969م، وبعد ثلاث سنوات من البحث والدراسة حاز على شهادة الماجستير بدرجة جيد جدا وبعد عام 1972م عُين أستاذاً في كلية الآداب بجامعة بغداد، فذاع صيته وأصبح معروفاً على مستوى العراق والعالم العربي وبعد ذلك حاز على شهادة الدكتوراة بدرجة ممتاز من قسم اللغة العربية، وذلك في عام 1979م.

## جمال الدين أديباً
كان السيد جمال الدين شاعراً مطبوعاً، تعلَّم في أحضان أسرة دينية معروفة، وكتب شعره منذ أن كان في مرحلة الدراسة المتوسطة، وعندما دخل الجامعة كانت القصيدة تنطلق منه بسهولة إلا أن دراسته الحوزوية مع شغفه بالشعر دفعا به للتعرف على شعراء العراق المعاصرين، أمثال: السياب، والبياتي، والجواهري، ونازك الملائكة، وغيرهم أما عن شعره فإنه يمتاز بميزة خاصة طبعت في أدبه وهي المزج بين الشعور الوطني والغزل وله مبادرات إنسانية معروفة يتفاعل فيها مع الحدث الحياتي، ويعلِّق عليه بطريقة الشعر.ويقول الشاعر فالح الحجية في كتابه في الأدب والفن ان مصطفى جمال الدين عملاق الشعر النجفي الحديث ومن أحد مقولاته التي دل فيها على انه لم يتكسب بشعره : (( عاشرت ملوك العراق وحكامه ورؤساءه والمتنفذين فيه ... فلم امدح احداً منهم))
ومن أشهر قصائده:

## مؤلفاته
له عدة مؤلفات أدبية وفقهية وسياسية نذكر منها:
- القياس حقيقته وحجيته ـ رسالة ماجستير
- الاستحسان حقيقته ومعناه
- البحث النحوي عند الأصوليين ـ رسالة دكتوراه
- الانتفاع بالعين المرهونة ـ بحث فقهي
- الإيقاع في الشعر العربي من البيت إلى التفعيلة[4]
- قصيدة بغداد
- ديوان شعر كبير ومطبوع
- محنة الأهوار والصمت العربي

و بالإضافة إلى دواوين شعرية منها:
- عيناك واللحن القديم
- الديوان